# Emily Blackwell
Emily Blackwell (Bristol, Regno Unito, 8 ottobre 1826 – York, 7 settembre 1910) è stata un medico e educatrice statunitense.
Fu la seconda donna che riuscì a conseguire una laurea in medicina in quella che oggi è la Case Western Reserve University ed è ritenuta la terza donna che ottenne la laurea in medicina negli Stati Uniti.

## Biografia
Emily Blackwell nacque l'8 ottobre 1826 a Bristol, in Inghilterra. Era il sesto figlio e la quarta figlia dei nove nati (e sopravvissuti) a Samuel e Hannah (Lane) Blackwell.

Samuel Blackwell, era un benestante raffinatore di zucchero e dissidente (Dissenter), cioè membro di una delle sette protestanti che sorsero in Inghilterra nei secoli XVIII e XIX le cui opinioni non erano concordi con quelle stabilite dalla Chiesa d'Inghilterra. La madre di Emily, Hanna Lane Blackwell, era anche una sostenitrice di riforme sociali e Dissenter. Insegnò ai figli musica e letteratura.
Poiché Samuel Blackwell credeva fermamente che le donne dovessero ricevere la stessa educazione degli uomini, assunse insegnanti privati per istruire tutti i suoi figli.
Tra i figli di Samuel e Hannah sono noti, oltre alle sorelle Emily ed Elizabeth, Henry Browne Blackwell, uno dei fondatori del Partito Repubblicano, e Sarah Ellen Blackwell (1828-1901), pittrice e scrittrice.

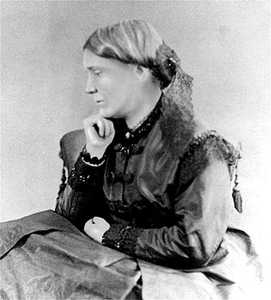
Emily Blackwell nel 1860

I Blackwell emigrarorno negli Stati Uniti, a Newark nel New Jersey, nel 1832
portando gli otto figli (il nono, George Washington Blackwell, nacque negli Stati Uniti).
Il viaggio da Bristol a New York con la nave Cosmo durò quasi due mesi.

Nel 1837 la famiglia si trasferì nei pressi di Cincinnati, Ohio e nel 1844, poco prima della morte di Samuel, avvenuta nel 1838, si spostarono nella vicina Walnut Hills, accanto al Lane Theological Seminary, fondato da Lyman Beecher, ministro presbiteriano. Lì conobbero due dei suoi figli, Henry Ward Beecher e Harriet Beecher Stowe che diventarono loro amici.

Emily era timida e riservata. Rossa di capelli, crebbe alta e robusta e fu istruita principalmente in casa. Le piaceva leggere e suonare il pianoforte. In soffitta si divertiva a fare esperimenti scientifici. Amante della natura, sviluppò una conoscenza quasi professionale di uccelli e fiori.

Nel 1848, avendo deciso di seguire l'esempio della sorella Elizabeth (forse la prima donna a diventare medico negli Stati Uniti), decise di studiare medicina.
La sorella la incoraggiò ma la avvertì della difficoltà per una donna nel seguire la carriera medica:
(Edward T. James, et al. Notable American Women..., p. 165)
Cominciò a seguire le lezioni del dottor John Staige Davis, insegnante di anatomia presso il Medical College di Cincinnati.
Ma il suo percorso verso la laurea fu travagliato a causa della discriminazione che le donne subivano nello studio della medicina. Alla Blackwell venne negata l'ammissione ai corsi dal Geneva Medical College (a Geneva, New York), dove la sorella maggiore si era laureata. Dopo essere stata rifiutata da dieci o undici altre scuole, fu finalmente accettata nel 1852 dal Rush Medical College di Chicago. Tuttavia, nel 1853, l'Illinois Medical Society pose il veto alla sua continuazione degli studi.
Alla Western Reserve University, la formazione medica di donne cominciò sotto la spinta del rettore riformista John Delamater, che era stato sostenuto dalla Ohio Female Medical Education Society, costituita nel 1852 per fornire sostegno morale e finanziario alle donne studentesse di medicina. Nonostante i loro sforzi, il corpo insegnante della Western Reserve votò per porre fine alla politica di Delamater nel 1856, trovando "inopportuno" continuare ammettere le donne. Inoltre l'American Medical Association nel 1856 aveva adottato un provvedimento contro la coeducazione negli insegnamenti di medicina. La Western Reserve riprese ad ammettere le donne nel 1879, ma lo fece solo sporadicamente per cinque anni. L'ammissione delle donne alla Western Reserve ricominciò, in modo continuo, nel 1918.
Passò l'estate al New York Dispensary for Poor Women and Children, un dispensario fondato dalla sorella, "per dare alle donne povere la possibilità di consultare un medico dello stesso sesso" e dove le donne neolaureate in medicina potevano fare esperienza.
Fu accettata dalla Western Reserve University (ora Case Western Reserve University) di Cleveland, Ohio e conseguì brillantemente la laurea in medicina nel 1854, con una tesi intitolata "The Principles involved in the Study of Medicine".
Per mantenersi agli studi aveva accettato posti di insegnamento a Henderson (Kentucky) e poi a Cincinnati, anche se era un'attività che non le piaceva.
Lo stesso anno della laurea proseguì gli studi a Edimburgo, dove si occupò di ostetricia e malattie femminili, per otto mesi, con Sir James Young Simpson, lo scopritore delle proprietà anestetiche del cloroformio, che poteva essere utile per attenuare le doglie delle partorienti. Per ringraziarlo dei preziosi insegnamenti, dopo il ritorno negli Stati Uniti, fece per lui delle traduzioni dal greco e dal latino.

Si recò poi a Londra dove frequentò il St Bartholomew's Hospital e altri ospedali e dove nel 1856 conobbe il Dr. William Jenner. Sempre per migliorare la sua preparazione professionale, visitò anche Parigi, Berlino e Dresda.

A Parigi, nel 1855, seguì le lezioni di numerosi eminenti medici e chirurghi, negli ospedali Hôtel-Dieu, Beaujon
e Saint-Louis. Visitò anche l'Hôpital des Enfants-Malades e trascorse diversi mesi come allievo residente nell'Hospital of the Maternité.

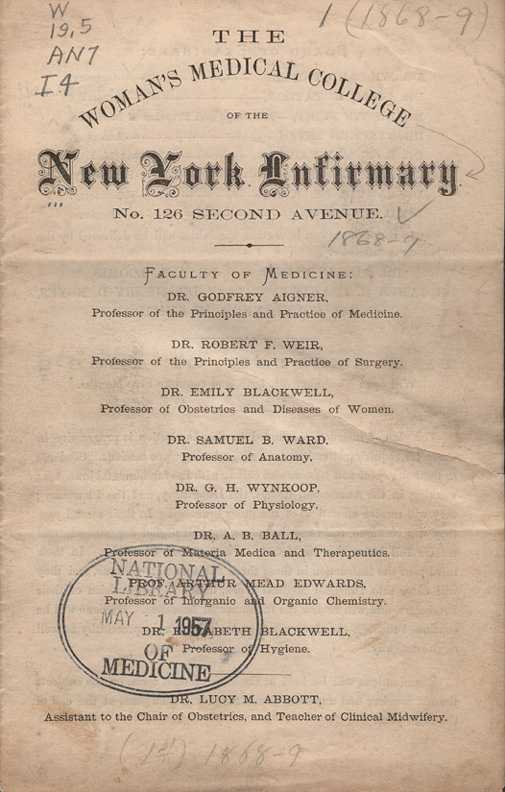
The Woman's Medical College of the New York Infirmary.

A Dresda frequentò Franz von Winckel, noto specialista in ginecologia e ostetricia.
Nel 1857 le sorelle Blackwell e Marie Zakrzewska fondarono un ospedale: il New York Infirmary for Indigent Women and Children, al 64 di Bleecker Street vicino all'incrocio con la Crosby Street.

Fin dall'inizio Emily assunse la responsabilità della gestione dell'ospedale e in particolare si occupò della raccolta di fondi. Per i successivi 40 anni diresse i reparti di chirurgia, dell'assistenza infermieristica e si occupò della gestione contabile. La Blackwell si recò ad Albany per convincere i legislatori a fornire all'ospedale risorse economiche sufficienti per garantire una stabilità finanziaria a lungo termine. Quello che inizialmente era un ospizio di sedici camere prese in affitto divenne un qualificato ospedale che dal 1874 si occupò di oltre 7.000 pazienti all'anno.
Durante la guerra civile americana la Blackwell contribuì ad organizzare la Women's Central Association of Relief, che ha selezionato e formato infermieri di supporto durante la guerra.
Emily ed Elizabeth Blackwell con Mary Livermore svolsero anche un ruolo importante nello sviluppo della United States Sanitary Commission.

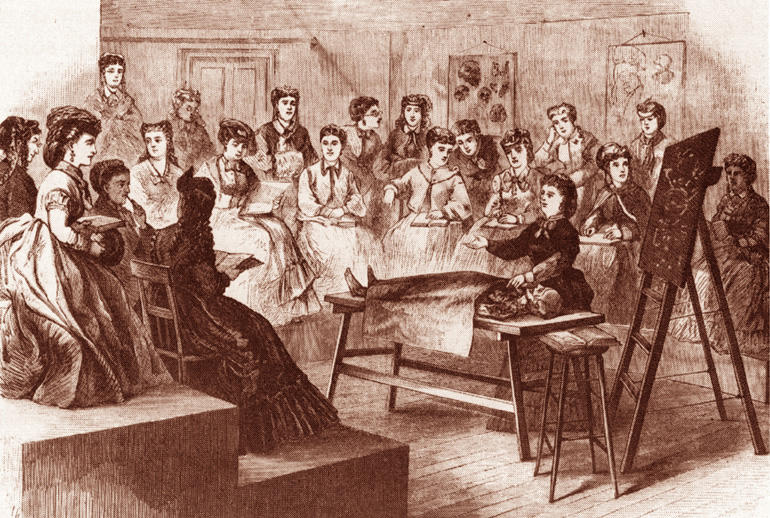
Sala di Anatomia al Woman's Medical College of New York Infirmary.

Dopo la guerra, nel 1868, le sorelle Blackwell affiancarono all'ospedale una scuola per le donne: a New York City fondarono il Women's Medical College. Emily insegnava ostetricia e, nel 1869, quando Elizabeth si trasferì a Londra per contribuire a realizzare la London School of Medicine for Women, assunse la direzione del college. Nel 1876 la durata dei corsi fu portata a tre anni e nel 1893, in anticipo su analoghi istituti, divenne un college di quattro anni. Nel 1899 la scuola aveva laureato 364 donne medico.
Quando nel 1898 il Cornell University Medical College di New York iniziò ad accettare le donne in condizioni di parità, Emily Blakwell si rese conto non era più necessaria un'altra scuola e, l'anno successivo, le studentesse furono trasferite alla Cornell.
Dal 1883 la Blackwell visse con la sua compagna Elizabeth Cushier, che era stata anche lei medico presso l'ospedale, e con la figlia adottiva Anna.
La Blackwell e la Cushier si ritirarono in pensione alla fine del secolo. Dopo aver viaggiato all'estero per un anno e mezzo, trascorsero gli inverni successivi nella loro casa a Montclair, New Jersey e le estati nel Maine.
La Blackwell morì, a causa di una enterocolite, il 7 settembre 1910 a Cliffs York, nel Maine, pochi mesi dopo la morte della sorella Elizabeth in Inghilterra.

È sepolta nel cimitero di Chilmark, nel Massachusetts, un piccolo paese sull'isola di Martha's Vineyard, dove molti Blackwell vivevano.
L'ospedale New York Infirmary for Indigent Women esiste ancora, anche se ha cambiato sede e nome: ora si chiama New York Downtown Hospital e si trova nel quartiere Lower Manhattan, vicino al City Hall, al 170 di William Street.

## Riconoscimenti
- Nel 1871 è diventata membro della New York County Medical Society. Onore che in precedenza aveva rifiutato per la sua grande timidezza.[14]
- Nel 1993 è stata inserita nella National Women's Hall of Fame.[31]